# Reza
Reza ─[ɾeˈzɒː]─, también transliterado como Raza, Reda, Redha, Rida, Ridha, Rizah, Rıza, Ridho, Ridlo o Roda, es un nombre masculino usado en países musulmanes, sobre todo entre hablantes persas. Procede del árabe رضا ─Riḍā─ y significa contento, alegría, satisfacción.
Proviene del nombre del Imam musulmán Alí ibn Musa ar-Rida o Alí ibn Musa ar-Ridha, también conocido como Alí ar-Ridha, Alí Riza, o Alí Reza.

## Reza como nombre
- Mohammad Reza Pahlavi, segundo Sah de la dinastía Pahlavi y el último Sah del Irán
- Reza Pahlavi, Sah del Irán.
- Reza Pahlavi I, el hijo de Reza Pahlavi.
- Alí Reza Pahlavi, el hijo de Mohammad Reza Pahlavi.
- Hossein Reza Zadeh, levantador de pesas iraní.
- Alí Reza Asgarí, General retirado de los Cuerpos de la Guardia Revolucionaria Islámica.

## Reza como apellido
- Yasmina Reza, escritora, actriz, novelista y dramaturga francesa.